# Бескоровайный, Андрей Иванович
Андре́й Ива́нович Бескорова́йный (12 марта 1918 — 7 марта 2019) — советский специалист в области военно-издательского дела, начальник издательства и типографии центрального печатного органа Министерства обороны СССР газеты «Красная звезда» (1957—1986), генерал-майор (1982). Заслуженный работник культуры РСФСР.

## Биография
Трудовую биографию начал в 14 лет в типографии газеты «По ленинскому пути» в райцентре Больше-Коровинский. За четыре года сумел освоить профессии наборщика, верстальщика, печатника. Руководство отмечало и незаурядные организаторские способности растущего полиграфиста. В 1936 году Андрей Бескоровайный становится директором типографии, но был раскулачен его отец, за «вредительство» посажен в тюрьму брат — колхозный механизатор. Пришлось начинать с чистого листа да ещё с «черной отметиной» в биографии. Но он выстоял, выдержал, проявил бойцовский характер и в 1940 году из московской типографии издательства «За индустриализацию» с блестящей характеристикой ушел на службу в Красную Армию.
Службу проходит в Заполярье — курсант инженерно-саперной роты 276-го саперного батальона. После обучения в инженерно-саперной роте получил звание сержанта. В ноябре 1940 года старшие начальники, изучив личное дело Андрея Ивановича, направили его в типографию армейской газеты 14-й армии «Часовой Севера». Первая должность на новом месте — старший наборщик. Уже в мае Андрей Бескоровайный стал техник-лейтенантом, начальником типографии.
Великую Отечественную войну Андрей Иванович встретил в Мурманске. Там дислоцировались редакция и типография «Часового Севера». Затем был начальником издательства газеты 19-й армии, сражавшейся на кандалакшском направлении.
В октябре 1944-го, когда войска Карельского фронта освободили Заполярье и Карелию, 19-я армия получила приказ Верховного Главнокомандующего отправиться на запад в распоряжение командующего 2-м Белорусским фронтом. Войска фронта освобождали Польшу, стремительно продвигались к Берлину.
В мае 1945 года 19-я армия передислоцировалась в район Легницы, где на базе 2-го Белорусского фронта была образована Северная группа войск.
Войну Андрей Иванович закончил после разгрома японских милитаристов на Забайкальском фронте в должности заместителя начальника издательства и типографии газеты «На боевом посту».
После войны создавал полиграфическую базу газет «За честь Родины» в Бакинском военном округе и «Тревога» в Московском округе противовоздушной обороны.
С 1956 года — заместитель начальника, с 1957 года по 1986 год — начальник издательства и типографии главной военной газеты СССР «Красной звезды».
Автор книг воспоминаний «Строки — тоже оружие» (1976), «В небе Севера» (1986), «И в сердце каждом отзовётся» (1990).
С 1986 года в отставке, жил в Москве. Скончался 7 марта 2019 года на 101-м году жизни.
Награждён орденами Отечественной войны I степени, Трудового Красного Знамени, тремя Красной Звезды, «За службу Родине в Вооруженных Силах СССР» III степени и многими медалями
Заслуженный работник культуры России, лауреат ряда премий.

## Изданные книги
- [militera.lib.ru/memo/russian/beskorovayny_ai/index.html Бескоровайный А. И. Строки — тоже оружие.] — М.: Воениздат, 1976. — 182 с. — (Рассказывают фронтовики). — 65 000 экз.
- [militera.lib.ru/h/beskorovayny_ai2/index.html Бескоровайный А. И. В небе Севера.] — М.: ДОСААФ, 1986. — 127 с. — 100 000 экз.
- [militera.lib.ru/memo/russian/beskorovayny_ai3/title.html Бескоровайный А. И. И в сердце каждом отзовется.] (недоступная ссылка) — М.: Воениздат, 1990. — 400 с, 13 л. ил. — (Военные мемуары). — 30 000 экз. — ISBN 5-203-01154-0.